# Nati nel 1991/Settembre
| Questa pagina contiene informazioni ricavate automaticamente dalle voci biografiche con l'ausilio del template Bio e di un bot. L'aggiornamento è periodico e automatico e ricostruisce completamente la pagina. Se manca una persona in questa lista, sei pregato di non aggiungerla, ma accertati piuttosto che la sua voce biografica contenga il template Bio e che i dati anagrafici siano correttamente compilati. Se il template Bio manca, inseriscilo tu stesso o, in alternativa, metti l'avviso {{tmp\|Bio}} che ne segnala la mancanza. Se i dati riportati sono sbagliati, correggi direttamente la voce biografica; le modifiche saranno visibili in questa lista entro pochi giorni. Per chiarimenti vedi il progetto biografie. La lista contiene solo le 460 persone che sono citate nell'enciclopedia e per le quali è stato implementato correttamente il template Bio. Pagina aggiornata al 10 lug 2025. |

- 1º settembre - Shūhei Akasaki, ex calciatore giapponese
- 1º settembre - Irina Antonenko, modella russa
- 1º settembre - Haukur Hauksson, calciatore islandese
- 1º settembre - Giulia Latini, velocista e ostacolista italiana
- 1º settembre - D.J. Swearinger, giocatore di football americano statunitense
- 1º settembre - Ivan Trajkovič, taekwondoka sloveno
- 1º settembre - Jaymes Young, cantautore e musicista statunitense
- 2 settembre - Davante Gardner, cestista statunitense
- 2 settembre - Natasha Howard, cestista statunitense
- 2 settembre - Damson Idris, attore britannico
- 2 settembre - Sophie Ingle, calciatrice gallese
- 2 settembre - Jason Lowe, calciatore inglese
- 2 settembre - Emma Lunder, biatleta canadese
- 2 settembre - Mareks Mejeris, cestista lettone
- 2 settembre - Ângelo Pelegrinelli Neto, calciatore brasiliano
- 2 settembre - David Pitt, calciatore inglese
- 2 settembre - Davy Pröpper, ex calciatore olandese
- 2 settembre - Deborah Salvatori Rinaldi, ex calciatrice italiana
- 2 settembre - Juraj Vavrík, calciatore slovacco
- 2 settembre - Gyasi Zardes, calciatore statunitense
- 3 settembre - Fahad Al-Dhanhani, calciatore emiratino
- 3 settembre - Bené Benwikere, giocatore di football americano statunitense
- 3 settembre - Michael Boso, calciatore salomonese
- 3 settembre - Rion Brown, cestista statunitense
- 3 settembre - Thomas Delaney, calciatore danese
- 3 settembre - Paulos Kyriakidīs, calciatore greco
- 3 settembre - Elixane Lechemia, tennista francese
- 3 settembre - Alexandru Neacșa, calciatore rumeno
- 3 settembre - Mihail Sava, lottatore moldavo
- 3 settembre - Daiki Tanaka, cestista giapponese
- 3 settembre - Samantha Marie Ware, attrice e cantante statunitense
- 3 settembre - Ellary White, ex calciatore montserratiano
- 4 settembre - Aleksandar Atanasijević, pallavolista serbo
- 4 settembre - Pavol Bajza, calciatore slovacco
- 4 settembre - Adrien Bart, canoista francese
- 4 settembre - Petar Bojić, calciatore serbo
- 4 settembre - Rohan Chapman-Davies, sciatore freestyle australiano
- 4 settembre - Jessica Depauli, ex sciatrice alpina austriaca
- 4 settembre - Brenda Flores, mezzofondista messicana
- 4 settembre - Carter Jenkins, attore statunitense
- 4 settembre - Mathieu Michel, calciatore francese
- 4 settembre - Stévy Nzambé, ex calciatore gabonese
- 4 settembre - Leonardo Pico, calciatore colombiano
- 4 settembre - Ben Sweat, ex calciatore statunitense
- 4 settembre - Anders Zachariassen, pallamanista danese
- 4 settembre - Marlon de Jesús, calciatore ecuadoriano
- 5 settembre - Kearyn Baccus, calciatore australiano
- 5 settembre - Peter Bence, pianista e compositore ungherese
- 5 settembre - Taylor Brauneis, pallavolista statunitense
- 5 settembre - Ahmad Dixon, giocatore di football americano statunitense
- 5 settembre - Camilo Gomez, giocatore di biliardo italiano
- 5 settembre - Skandar Keynes, attore britannico
- 5 settembre - Mikkel Kirkeskov, calciatore danese
- 5 settembre - Geneviève Lalonde, siepista canadese
- 5 settembre - James Piccoli, ex ciclista su strada canadese
- 5 settembre - Trevis Simpson, cestista statunitense
- 5 settembre - Paulina Singer, attrice, ballerina e cantante statunitense
- 5 settembre - Terna Suswam, calciatore nigeriano
- 5 settembre - Samu Torsti, ex sciatore alpino finlandese
- 5 settembre - Zeki Yavru, calciatore turco
- 6 settembre - Dīmītrīs Anakoglou, calciatore greco
- 6 settembre - Martín Arguiñarena, ex calciatore uruguaiano
- 6 settembre - Winful Cobbinah, calciatore ghanese
- 6 settembre - Hussein El Shahat, calciatore egiziano
- 6 settembre - Ingrid García-Jonsson, attrice spagnola
- 6 settembre - Nadirah McKenith, ex cestista statunitense
- 6 settembre - Zenta Meļņika, ex cestista lettone
- 6 settembre - Zachary Stone, ex snowboarder canadese
- 6 settembre - Jacques Zoua, calciatore camerunese
- 7 settembre - João Amaral, calciatore portoghese
- 7 settembre - Serghei Bobrov, calciatore moldavo
- 7 settembre - Kamil Drygas, calciatore polacco
- 7 settembre - Emeric Dudouit, calciatore francese
- 7 settembre - Mattias Falck, tennistavolista svedese
- 7 settembre - Joe Harris, ex cestista statunitense
- 7 settembre - Stanimir Marinov, cestista bulgaro
- 7 settembre - Milan Milovanović, cestista serbo
- 7 settembre - Namika, cantante e rapper tedesca
- 7 settembre - Marion Silva Fernandes, ex calciatore brasiliano
- 7 settembre - Wong Chun Ting, tennistavolista hongkonghese
- 7 settembre - Alan Čočiev, calciatore russo
- 8 settembre - Saad Abdul-Salaam, ex calciatore statunitense
- 8 settembre - George Francomb, calciatore inglese
- 8 settembre - Conor Henderson, ex calciatore irlandese
- 8 settembre - Omar Oraby, cestista egiziano
- 8 settembre - Park So-dam, attrice sudcoreana
- 8 settembre - Benedetta Scuderi, politica italiana
- 8 settembre - Tyler Stone, cestista statunitense
- 8 settembre - Joe Sugg, youtuber, blogger e autore televisivo britannico
- 8 settembre - Alessandra Tava, cestista italiana
- 8 settembre - Ganiyu Tijani, ex calciatore nigerino
- 9 settembre - Arnold Abelinti, calciatore francese
- 9 settembre - Kelsey Asbille, attrice statunitense
- 9 settembre - Julia Boserup, ex tennista statunitense
- 9 settembre - Lauren Daigle, cantante statunitense
- 9 settembre - Hunter Hayes, cantautore e musicista statunitense
- 9 settembre - Sandro Gotal, calciatore austriaco
- 9 settembre - Boithang Haokip, calciatore indiano
- 9 settembre - Rhiannan Iffland, tuffatrice australiana
- 9 settembre - Aleksandar Kukolj, judoka serbo
- 9 settembre - Jann Mardenborough, pilota automobilistico britannico
- 9 settembre - Kára McCullough, modella statunitense
- 9 settembre - Roman Mysak, calciatore ucraino
- 9 settembre - Ludvig Öhman, calciatore svedese
- 9 settembre - Oscar, calciatore brasiliano
- 9 settembre - Danilo Pereira, calciatore guineense
- 9 settembre - Jonathan Salvador, calciatore cileno
- 9 settembre - Gözde Yılmaz, pallavolista turca
- 10 settembre - Boadu Maxwell Acosty, calciatore ghanese
- 10 settembre - Antoine Armand, funzionario e politico francese
- 10 settembre - Kateřina Beroušková, fondista ceca
- 10 settembre - Eusebio Cáceres, lunghista spagnolo
- 10 settembre - Deng Shudi, ginnasta cinese
- 10 settembre - Chris Duvall, ex calciatore statunitense
- 10 settembre - Lisvel Eve, pallavolista dominicana
- 10 settembre - Lorenzo Giustino, tennista italiano
- 10 settembre - Erkan Kaş, calciatore turco
- 10 settembre - Sascha Mockenhaupt, calciatore tedesco
- 10 settembre - Sam Morsy, calciatore inglese
- 10 settembre - Andrés Mosquera Marmolejo, calciatore colombiano
- 10 settembre - Andreína Pinto, ex nuotatrice venezuelana
- 10 settembre - Kyle Randall, ex cestista statunitense
- 10 settembre - Nicola Sansone, calciatore italiano
- 10 settembre - Danielle Turner, calciatrice inglese
- 10 settembre - Auremir, calciatore brasiliano
- 11 settembre - Cammille Adams, ex nuotatrice statunitense
- 11 settembre - Jordan Ayew, calciatore ghanese
- 11 settembre - Yacine Bammou, calciatore francese
- 11 settembre - Pablo Ceppelini, calciatore uruguaiano
- 11 settembre - Charlyn Corral, calciatrice messicana
- 11 settembre - Dário Frederico da Silva, calciatore brasiliano
- 11 settembre - Hederson Estefani, velocista e ostacolista brasiliano
- 11 settembre - Kygo, disc jockey e produttore discografico norvegese
- 11 settembre - Amiri Kurdi, calciatore saudita
- 11 settembre - Tabitha Love, ex pallavolista canadese
- 11 settembre - Osas Okoro, calciatore nigeriano
- 11 settembre - Park Ji-ho, tuffatore sudcoreano
- 11 settembre - Asmir Suljić, calciatore bosniaco
- 11 settembre - Mike Towell, pugile britannico († 2016)
- 11 settembre - Azat Usenaliev, pugile kirghiso
- 12 settembre - Sabrina Bartlett, attrice britannica
- 12 settembre - Alin Buleică, ex calciatore rumeno
- 12 settembre - Antoine Duchesne, ex ciclista su strada canadese
- 12 settembre - Thomas Meunier, calciatore belga
- 12 settembre - Ruslan Qurbanov, calciatore azero
- 12 settembre - Mio Shinozaki, cestista giapponese
- 12 settembre - Scott Wootton, calciatore inglese
- 12 settembre - Nahuel Yeri, calciatore argentino
- 12 settembre - Imri Ziv, cantante israeliano
- 13 settembre - Ksenija Afanas'eva, ex ginnasta russa
- 13 settembre - Daniel Aleksandrov, lottatore bulgaro
- 13 settembre - Olta Boka, cantante albanese
- 13 settembre - Sonny Bradley, calciatore inglese
- 13 settembre - Benjamin Conz, hockeista su ghiaccio svizzero
- 13 settembre - Albi Dosti, calciatore albanese
- 13 settembre - C.J. Fair, ex cestista statunitense
- 13 settembre - Abdoulaye Gaye, calciatore mauritano
- 13 settembre - Thom Green, attore e ballerino australiano
- 13 settembre - Jochem Jansen, ex calciatore olandese
- 13 settembre - Kofi Josephs, cestista britannico
- 13 settembre - Arthur Lanigan-O'Keeffe, pentatleta irlandese
- 13 settembre - Cecilia Okoye, ex cestista statunitense
- 13 settembre - Maria Perrusi, modella italiana
- 13 settembre - Nego Tembeng, calciatore camerunese
- 13 settembre - Madli Vilsar, modella estone
- 13 settembre - Wanderson Henrique do Nascimento Silva, calciatore brasiliano
- 14 settembre - Oleksandr Batyščev, calciatore ucraino
- 14 settembre - Roberto Crivello, calciatore italiano
- 14 settembre - Lauri Dalla Valle, ex calciatore finlandese
- 14 settembre - Ryan De Vries, calciatore neozelandese
- 14 settembre - Fraj Dhuibi, judoka tunisino
- 14 settembre - Lucão, calciatore brasiliano
- 14 settembre - Serdar Gürler, calciatore francese
- 14 settembre - Ronnie Hillman, giocatore di football americano statunitense († 2022)
- 14 settembre - Nana, cantante, modella e attrice sudcoreana
- 14 settembre - Ludcinio Marengo, ex calciatore olandese
- 14 settembre - Dee Milliner, giocatore di football americano statunitense
- 14 settembre - Renato Gonçalves de Lima, ex calciatore brasiliano
- 14 settembre - Nikita Stal'nov, ex ciclista su strada kazako
- 14 settembre - Chance Warmack, giocatore di football americano statunitense
- 14 settembre - Wu Di, tennista cinese
- 15 settembre - Maurizio Aluigi, rugbista a 15 italiano
- 15 settembre - Remona Burchell, velocista giamaicana
- 15 settembre - Tristan Caruana, calciatore maltese
- 15 settembre - Chris Czerapowicz, cestista svedese
- 15 settembre - Alex Florea, cantante rumeno
- 15 settembre - Bartosz Kołecki, taekwondoka polacco
- 15 settembre - Jasurbek Latipov, pugile uzbeko
- 15 settembre - Miguel Lorenzo, ex cestista spagnolo
- 15 settembre - Constantine Louloudis, canottiere britannico
- 15 settembre - Santiago Montoya, ex calciatore colombiano
- 15 settembre - Didier Moreno, calciatore colombiano
- 15 settembre - Jordan Morgan, cestista statunitense
- 15 settembre - Phil Ofosu-Ayeh, calciatore tedesco
- 15 settembre - Mike Perry, artista marziale misto statunitense
- 15 settembre - Tyler Rutenbeck, giocatore di football americano statunitense
- 15 settembre - Gia Sandhu, attrice canadese
- 16 settembre - Douwe Amels, altista olandese
- 16 settembre - Gregor Breinburg, calciatore olandese
- 16 settembre - Cameron Clark, cestista statunitense
- 16 settembre - Guillem Colom, cestista andorrano
- 16 settembre - Junior Eldstål, calciatore malaysiano
- 16 settembre - Jonathan Herrera, calciatore argentino
- 16 settembre - Karl Larson, ex calciatore svedese
- 16 settembre - Ronald Mukiibi, calciatore svedese
- 16 settembre - Jamal Olasewere, ex cestista statunitense
- 16 settembre - Blanca Parés, attrice spagnola
- 16 settembre - Federico Ramos, calciatore uruguaiano
- 16 settembre - Luke Rowe, calciatore inglese
- 16 settembre - Sulaiman Sesay-Fullah, ex calciatore sierraleonese
- 16 settembre - Kyle Smith, pilota motociclistico britannico
- 16 settembre - Marlon Teixeira, modello brasiliano
- 16 settembre - Xu Yanlu, calciatrice cinese
- 17 settembre - Augusto César Lima Brito, cestista brasiliano
- 17 settembre - Chrisjan Coetzee, canoista sudafricano
- 17 settembre - Jordan Connor, attore canadese
- 17 settembre - Ramata Diakité, cestista maliana
- 17 settembre - Fuquan Edwin, ex cestista statunitense
- 17 settembre - Əli Gökdəmir, calciatore azero
- 17 settembre - Angelina Golikova, pattinatrice di velocità su ghiaccio russa
- 17 settembre - Joonas Henttala, ex ciclista su strada finlandese
- 17 settembre - Egor Jakovlev, hockeista su ghiaccio russo
- 17 settembre - Justyna Jegiołka, tennista polacca
- 17 settembre - Jake Jervis, calciatore inglese
- 17 settembre - Minako Kotobuki, attrice, doppiatrice e cantante giapponese
- 17 settembre - Ruslan Kurbanov, schermidore kazako
- 17 settembre - Ryan Martin, cestista giamaicano
- 17 settembre - Mena Massoud, attore egiziano
- 17 settembre - Melanie Moore, ballerina e attrice statunitense
- 17 settembre - Uche Nwofor, ex calciatore nigeriano
- 17 settembre - Serge Nyuiadzi, calciatore togolese
- 17 settembre - Tyson Pedro, ex artista marziale misto australiano
- 17 settembre - Miguel Quiame, calciatore angolano
- 17 settembre - Nani Soares, calciatore guineense
- 17 settembre - Eduardo Valdarnini, attore italiano
- 17 settembre - Lieke Wevers, ginnasta olandese
- 17 settembre - Sanne Wevers, ginnasta olandese
- 18 settembre - Scharllette Allen, modella nicaraguense
- 18 settembre - Justin Arboleda, calciatore colombiano
- 18 settembre - Cameron Ayers, ex cestista statunitense
- 18 settembre - Brandon Brown, cestista statunitense
- 18 settembre - Raúl Cáceres, calciatore paraguaiano
- 18 settembre - Hussein El-Sayed, calciatore egiziano
- 18 settembre - Lam Hin Wai, schermitrice hongkonghese
- 18 settembre - Bruno Hortelano, velocista spagnolo
- 18 settembre - Jeon Kwang-in, pallavolista sudcoreano
- 18 settembre - Franck Kom, calciatore camerunese
- 18 settembre - Kōstas Lamprou, calciatore greco
- 18 settembre - Jonathan Muia Ndiku, siepista e mezzofondista keniota
- 18 settembre - Reeves Nelson, ex cestista statunitense
- 18 settembre - Federico Tosi, pallavolista italiano
- 18 settembre - Noname, rapper, poetessa e produttrice discografica statunitense
- 18 settembre - Thijs ter Horst, pallavolista olandese
- 19 settembre - Abdulaziz Al-Salimi, calciatore kuwaitiano
- 19 settembre - Pavel Antipov, cestista russo
- 19 settembre - Irina Avvakumova, saltatrice con gli sci russa
- 19 settembre - Marvin Benhaïm, attore francese
- 19 settembre - Andre Dawkins, ex cestista statunitense
- 19 settembre - Chloe Esposito, pentatleta australiana
- 19 settembre - Guido Fassina, giocatore di curling italiano
- 19 settembre - Eugenio Franceschini, attore italiano
- 19 settembre - Mehdi Khalil, calciatore libanese
- 19 settembre - Denis Linsmayer, calciatore tedesco
- 19 settembre - Helen Maroulis, lottatrice statunitense
- 19 settembre - C.J. McCollum, cestista statunitense
- 19 settembre - Ganiyu Oseni, ex calciatore nigeriano
- 19 settembre - Michele Palamini, maratoneta e mezzofondista italiano
- 19 settembre - Liam Palmer, calciatore scozzese
- 19 settembre - Senorise Perry, giocatore di football americano statunitense
- 19 settembre - Connor Shaw, giocatore di football americano statunitense
- 19 settembre - Tomas Vitonis, lunghista lituano
- 19 settembre - Majeed Waris, calciatore ghanese
- 19 settembre - Diego Zabala, calciatore uruguaiano
- 19 settembre - Julian von Schleinitz, ex slittinista tedesco
- 20 settembre - Omar Abdulrahman, calciatore saudita
- 20 settembre - Kelsey-Lee Barber, giavellottista australiana
- 20 settembre - Maksim Buculjević, pallavolista serbo
- 20 settembre - Isobel Christiansen, ex calciatrice inglese
- 20 settembre - Isaac Cofie, calciatore ghanese
- 20 settembre - Eduardo Rodrigues Souza, ex calciatore brasiliano
- 20 settembre - Hiago de Oliveira Ramiro, calciatore brasiliano
- 20 settembre - Carlos Hyde, giocatore di football americano statunitense
- 20 settembre - Matheus Leoni, calciatore brasiliano
- 20 settembre - Martin Linnes, calciatore norvegese
- 20 settembre - Spencer Locke, attrice statunitense
- 20 settembre - Giannīs Loukinas, calciatore greco
- 20 settembre - José-Junior Matuwila, calciatore angolano
- 20 settembre - Martin Milec, calciatore sloveno
- 20 settembre - Reagy Ofosu, calciatore tedesco
- 20 settembre - Alejandro Pozuelo, calciatore spagnolo
- 20 settembre - Marlen Reusser, ciclista su strada svizzera
- 20 settembre - Whitney Wright, attrice pornografica statunitense
- 21 settembre - Ingrid Andress, cantante statunitense
- 21 settembre - Vladislav Antonov, slittinista russo
- 21 settembre - Jonathan Arledge, cestista statunitense
- 21 settembre - Baatarsükhiin Chinzorig, pugile mongolo
- 21 settembre - Matt Elam, giocatore di football americano statunitense
- 21 settembre - Lara Grangeon, nuotatrice francese
- 21 settembre - Gergely Gyurta, ex nuotatore ungherese
- 21 settembre - Miah-Marie Langlois, ex cestista canadese
- 21 settembre - Lukian Araújo de Almeida, calciatore brasiliano
- 21 settembre - Stepan Marjanjan, lottatore russo
- 21 settembre - Carlos Martínez, giocatore di baseball dominicano
- 21 settembre - Alassane Meité, cestista ivoriano († 2017)
- 21 settembre - Daniele Ragatzu, calciatore italiano
- 21 settembre - Joan Thiele, cantautrice italiana
- 21 settembre - Elena Vallortigara, altista italiana
- 22 settembre - Safuwan Baharudin, calciatore singaporiano
- 22 settembre - Moneybagg Yo, rapper statunitense
- 22 settembre - Ego Ferguson, giocatore di football americano statunitense
- 22 settembre - Kamen Hadžiev, calciatore bulgaro
- 22 settembre - Dmytro Hrečyškin, ex calciatore ucraino
- 22 settembre - Hsieh Cheng-peng, tennista taiwanese
- 22 settembre - Janisa Johnson, pallavolista e giocatrice di beach volley statunitense († 2024)
- 22 settembre - Kristiina Mäki, mezzofondista finlandese
- 22 settembre - Pascal Martinot-Lagarde, ostacolista francese
- 22 settembre - Andreea Mitu, tennista romena
- 22 settembre - Takoua Ben Mohamed, fumettista e illustratrice tunisina
- 22 settembre - Clancy Rugg, cestista statunitense
- 22 settembre - Jacques Tuyisenge, calciatore ruandese
- 22 settembre - Erwin Zelazny, ex calciatore francese
- 23 settembre - Dion Acoff, calciatore statunitense
- 23 settembre - Mohammad Ansari, ex calciatore iraniano
- 23 settembre - Achmed Bataev, lottatore russo
- 23 settembre - Zach Fulton, giocatore di football americano statunitense
- 23 settembre - Jok'Air, rapper francese
- 23 settembre - Giulio Gazzotti, cestista italiano
- 23 settembre - Lee Gibson, calciatrice scozzese
- 23 settembre - Darko Glišiḱ, calciatore macedone
- 23 settembre - Veronique Hronek, ex sciatrice alpina tedesca
- 23 settembre - Key, cantante, attore e conduttore televisivo sudcoreano
- 23 settembre - Philipp Kosta, hockeista su ghiaccio italiano
- 23 settembre - Nick van der Lijke, ciclista su strada olandese
- 23 settembre - Haithem Mahmoud, lottatore egiziano
- 23 settembre - Stephany Mayor, calciatrice messicana
- 23 settembre - Rod Odom, ex cestista statunitense
- 23 settembre - Melanie Oudin, ex tennista statunitense
- 23 settembre - Bakhtiar Rahmani, calciatore iraniano
- 23 settembre - Noemi Ewa Ristau, sciatrice tedesca
- 23 settembre - Silvio Torales, calciatore paraguaiano
- 23 settembre - Kevin Vogt, calciatore tedesco
- 23 settembre - Zé Vitor, ex calciatore brasiliano
- 24 settembre - Lazar Arsić, calciatore serbo
- 24 settembre - Jamie Bosio, ex calciatore gibilterriano
- 24 settembre - Pape Abdou Camara, calciatore senegalese
- 24 settembre - Louisa Chafee, velista statunitense
- 24 settembre - Lorenzo Ebecilio, calciatore olandese
- 24 settembre - Owen Farrell, rugbista a 15 britannico
- 24 settembre - Perry Jones, cestista statunitense
- 24 settembre - Ruslan Magal', calciatore russo
- 24 settembre - Igor Nedeljković, calciatore serbo
- 24 settembre - Frank Nouble, calciatore inglese
- 24 settembre - Brittany Phelan, sciatrice freestyle e ex sciatrice alpina canadese
- 24 settembre - Oriol Romeu, calciatore spagnolo
- 24 settembre - Kristjan Sokoli, giocatore di football americano albanese
- 24 settembre - Maximiliano Uggè, calciatore italiano
- 24 settembre - Akram Zuway, calciatore libico
- 25 settembre - Dželil Abdula, calciatore macedone
- 25 settembre - Temurxo'ja Abduxoliqov, calciatore uzbeko
- 25 settembre - Jéssica Andrade, artista marziale mista brasiliana
- 25 settembre - Gheorghe Andronic, calciatore moldavo
- 25 settembre - Michael Bowie, giocatore di football americano statunitense
- 25 settembre - Emmy Clarke, attrice statunitense
- 25 settembre - Alessandro Crescenzi, calciatore italiano
- 25 settembre - Rubén Farfán, calciatore cileno
- 25 settembre - Anthony Ireland, cestista statunitense
- 25 settembre - Jo Hyeon-woo, calciatore sudcoreano
- 25 settembre - Calle Järnkrok, hockeista su ghiaccio svedese
- 25 settembre - Athanasios Karagkounīs, ex calciatore greco
- 25 settembre - Emma Kullberg, calciatrice svedese
- 25 settembre - Shin Lim, illusionista canadese
- 25 settembre - Stine Bredal Oftedal, pallamanista norvegese
- 25 settembre - Alec Ogletree, giocatore di football americano statunitense
- 25 settembre - Gloria Radulescu, attrice e modella italiana
- 25 settembre - Alexander Rossi, pilota automobilistico statunitense
- 25 settembre - Hélène Rousseaux, pallavolista belga
- 25 settembre - Ruswahl Samaai, lunghista sudafricano
- 25 settembre - Emanuela Schioppo, calciatrice italiana
- 25 settembre - Aaron Younger, pallanuotista australiano
- 25 settembre - Jan van der Bij, canottiere olandese
- 26 settembre - Berk Atan, attore e modello turco
- 26 settembre - Regina Baresi, ex calciatrice italiana
- 26 settembre - Paul Berg, snowboarder tedesco
- 26 settembre - Paul Dummett, calciatore gallese
- 26 settembre - Carl Engström, cestista svedese
- 26 settembre - Niko Gießelmann, calciatore tedesco
- 26 settembre - Carl Fredrik Hagen, ex ciclista su strada norvegese
- 26 settembre - Alma Jodorowsky, attrice, modella e cantautrice francese
- 26 settembre - Jinu, cantante e attore sudcoreano
- 26 settembre - Maximiliano Perg, calciatore uruguaiano
- 26 settembre - Andraž Pograjc, ex saltatore con gli sci sloveno
- 26 settembre - Krisztina Raksányi, cestista ungherese
- 26 settembre - Bulat Sariyev, arbitro di calcio kazako
- 26 settembre - Thomas Scrubb, cestista canadese
- 26 settembre - Charlotte Spencer, attrice e doppiatrice britannica
- 26 settembre - Anna Vološyna, nuotatrice artistica ucraina
- 26 settembre - Yusuf Çim, attore e conduttore televisivo turco
- 27 settembre - Ousmane Barry, calciatore guineano
- 27 settembre - Jerrold Brooks, ex cestista statunitense
- 27 settembre - Renato Neto, calciatore brasiliano
- 27 settembre - Adam Chicksen, calciatore zimbabwese
- 27 settembre - Yisela Cuesta, calciatrice colombiana
- 27 settembre - Carlos Cáceda, calciatore peruviano
- 27 settembre - Simona Halep, ex tennista rumena
- 27 settembre - Marcel Halstenberg, calciatore tedesco
- 27 settembre - Dillion Harper, ex attrice pornografica statunitense
- 27 settembre - Sierra Hull, cantante statunitense
- 27 settembre - Thomas Mann, attore statunitense
- 27 settembre - Arsen Petrosyan, ex calciatore armeno
- 27 settembre - Zaurbek Pliev, calciatore russo
- 27 settembre - Giampaolo Ricci, cestista italiano
- 27 settembre - GionnyScandal, cantautore, rapper e produttore discografico italiano
- 27 settembre - Mehdi Terki, calciatore francese
- 27 settembre - Irving Zurita, calciatore messicano
- 28 settembre - Furkan Alakmak, calciatore olandese
- 28 settembre - Pamela Dutkiewicz, ostacolista tedesca
- 28 settembre - Jang Hyun-soo, calciatore sudcoreano
- 28 settembre - Ian Miller, cestista statunitense
- 28 settembre - Al'bert Oguzov, judoka russo
- 28 settembre - Franck Ohandza, calciatore camerunese
- 28 settembre - Marcelo Posadas, calciatore salvadoregno
- 28 settembre - Eddie Rosario, giocatore di baseball portoricano
- 28 settembre - Aladin Šišić, ex calciatore bosniaco
- 28 settembre - Ivan Vălčanov, calciatore bulgaro
- 28 settembre - Carolina Venegas, calciatrice costaricana
- 28 settembre - Angelos Vlachopoulos, pallanuotista greco
- 28 settembre - Matthew Whichelow, calciatore montserratiano
- 29 settembre - Luka Babić, ex cestista croato
- 29 settembre - Rüfət Dadaşov, calciatore azero
- 29 settembre - Karol Danielak, calciatore polacco
- 29 settembre - Souleymane Doukara, calciatore mauritano
- 29 settembre - Hamza Jelassi, calciatore tunisino
- 29 settembre - Martin Jensen, disc jockey e produttore discografico danese
- 29 settembre - Shae Kelley, cestista statunitense
- 29 settembre - Enzo Lefort, schermidore francese
- 29 settembre - Adem Ljajić, calciatore serbo
- 29 settembre - Jordan Marié, calciatore francese
- 29 settembre - Judilson Mamadu Tuncara Gomes, ex calciatore portoghese
- 29 settembre - Mirco Presti, ex hockeista su ghiaccio e hockeista in-line italiano
- 29 settembre - Evgenij Vojtjuk, cestista russo
- 29 settembre - Natalie Vertiz, modella peruviana
- 29 settembre - Zico Waeytens, ex ciclista su strada belga
- 29 settembre - Bianca Walkden, taekwondoka britannica
- 29 settembre - Hyuri, calciatore brasiliano
- 30 settembre - D.J. Alexander, ex giocatore di football americano statunitense
- 30 settembre - David Bakhtiari, giocatore di football americano statunitense
- 30 settembre - Maksim Beljaev, calciatore russo
- 30 settembre - Simone Borrelli, attore italiano
- 30 settembre - Chrīstos Eleutheriadīs, calciatore greco
- 30 settembre - Sheldon Holder, calciatore guyanese
- 30 settembre - Joffrey Lauvergne, cestista francese
- 30 settembre - Cosmin Matei, calciatore rumeno
- 30 settembre - Maxuell, calciatore brasiliano
- 30 settembre - Josh Morris, calciatore inglese
- 30 settembre - Marco Pedretti, hockeista su ghiaccio svizzero
- 30 settembre - Selena Piek, giocatrice di badminton olandese
- 30 settembre - Thomas Röhler, giavellottista tedesco
- 30 settembre - Federica Savini, calciatrice italiana
- 30 settembre - Wellington da Silva Pinto, calciatore brasiliano
- 30 settembre - Marcos Álvarez, calciatore tedesco